# Grand Prix Hiszpanii 1978
Grand Prix Hiszpanii 1978 (oryg. Gran Premio de España) – siódma runda Mistrzostw Świata Formuły 1 w sezonie 1978, która odbyła się 4 czerwca 1978, po raz siódmy na torze Circuito del Jarama.
24. Grand Prix Hiszpanii, 13. zaliczane do Mistrzostw Świata Formuły 1.

## Klasyfikacja
| Legenda oznaczeń w tabelach wyników Wyświetl szablon na nowej stronie | Legenda oznaczeń w tabelach wyników Wyświetl szablon na nowej stronie                                                                     |
| Oznaczenie                                                            | Wyjaśnienie |
| --------------------------------------------------------------------- | --- |
| Złoty                                                                 | Zwycięzca lub mistrzostwo |
| Srebrny                                                               | 2. miejsce lub wicemistrzostwo |
| Brązowy                                                               | 3. miejsce lub II wicemistrzostwo |
| Zielony                                                               | Ukończył, punktował (w klasyfikacji generalnej, gdy zdobył co najmniej jeden punkt na przestrzeni sezonu, poza trzema powyższymi opcjami) |
| Niebieski                                                             | Ukończył, nie punktował (w klasyfikacji generalnej, gdy nie zdobył co najmniej jednego punktu na przestrzeni sezonu)                      |
| Czerwony                                                              | Nie zakwalifikował się (NZ) |
| Czerwony                                                              | Nie prekwalifikował się (NPK) |
| Różowy                                                                | Nie ukończył (NU) |
| Różowy                                                                | Niesklasyfikowany (NS) (w klasyfikacji generalnej, gdy nie został sklasyfikowany w żadnym wyścigu sezonu)                                 |
| Czarny                                                                | Zdyskwalifikowany (DK) |
| Czarny                                                                | Wykluczony (WYK/EX) |
| Biały                                                                 | Nie wystartował (NW) |
| Biały                                                                 | Kontuzjowany (K/INJ) |
| Biały                                                                 | Wyścig odwołany (OD/C) |
| Bez koloru                                                            | Został wycofany (WYC/WD) |
| Bez koloru                                                            | Nie przybył (NP/DNA) |
| Bez koloru                                                            | Nie brał udziału w treningach (NT/DNP) |
| Bez koloru                                                            | Nie został zgłoszony (–) |
| Pogrubienie                                                           | Start z pole position |
| Kursywa                                                               | Najszybsze okrążenie wyścigu |
| †                                                                     | Nie ukończył, ale jego rezultat został zaliczony ze względu na przejechanie więcej niż 90% dystansu wyścigu.                              |
| *                                                                     | Sezon w trakcie |
| 1/2/3                                                                 | Punktowana pozycja w sprincie kwalifikacyjnym                                                                                             |
| Lista systemów punktacji Formuły 1                                    | |

| Pos | No | Kierowca              | Konstruktor        | Okrążeń | Czas/powód NU   | Poz. Start. | Punktów |
| --- | -- | --------------------- | ------------------ | ------- | --------------- | ----------- | ------- |
| 1   | 5  | Mario Andretti        | Lotus-Ford         | 75      | 1:41:47.06      | 1           | 9       |
| 2   | 6  | Ronnie Peterson       | Lotus-Ford         | 75      | +19.56 sek.     | 2           | 6       |
| 3   | 26 | Jacques Laffite       | Ligier-Matra       | 75      | +37.24 sek.     | 10          | 4       |
| 4   | 20 | Jody Scheckter        | Wolf-Ford          | 75      | +1:00.06        | 9           | 3       |
| 5   | 2  | John Watson           | Brabham-Alfa Romeo | 75      | +1:05.93        | 7           | 2       |
| 6   | 7  | James Hunt            | McLaren-Ford       | 74      | +1 okrążenie    | 4           | 1       |
| 7   | 19 | Vittorio Brambilla    | Surtees-Ford       | 74      | +1 okrążenie    | 16          |         |
| 8   | 27 | Alan Jones            | Williams-Ford      | 74      | +1 okrążenie    | 18          |         |
| 9   | 9  | Jochen Mass           | ATS-Ford           | 74      | +1 okrążenie    | 17          |         |
| 10  | 12 | Gilles Villeneuve     | Ferrari            | 74      | +1 okrążenie    | 5           |         |
| 11  | 18 | Rupert Keegan         | Surtees-Ford       | 73      | +2 okrążenia    | 23          |         |
| 12  | 3  | Didier Pironi         | Tyrrell-Ford       | 71      | +4 okrążenia    | 13          |         |
| 13  | 15 | Jean-Pierre Jabouille | Renault            | 71      | +4 okrążenia    | 11          |         |
| 14  | 36 | Rolf Stommelen        | Arrows-Ford        | 71      | +4 okrążenia    | 19          |         |
| 15  | 17 | Clay Regazzoni        | Shadow-Ford        | 67      | Prob. z paliwem | 22          |         |
| NU  | 22 | Jacky Ickx            | Ensign-Ford        | 64      | Silnik          | 21          |         |
| NU  | 14 | Emerson Fittipaldi    | Fittipaldi-Ford    | 62      | Przepustnica    | 15          |         |
| NU  | 11 | Carlos Reutemann      | Ferrari            | 57      | Wypadek         | 3           |         |
| NU  | 1  | Niki Lauda            | Brabham-Alfa Romeo | 56      | Silnik          | 6           |         |
| NU  | 4  | Patrick Depailler     | Tyrrell-Ford       | 51      | Silnik          | 12          |         |
| NU  | 16 | Hans Joachim Stuck    | Shadow-Ford        | 45      | Zawieszenie     | 24          |         |
| NU  | 35 | Riccardo Patrese      | Arrows-Ford        | 21      | Silnik          | 8           |         |
| NU  | 25 | Héctor Rebaque        | Lotus-Ford         | 21      | Wydech          | 20          |         |
| NU  | 8  | Patrick Tambay        | McLaren-Ford       | 16      | Wypadł z toru   | 14          |         |
| NZ  | 37 | Arturo Merzario       | Merzario-Ford      |         |                 |             |         |
| NZ  | 30 | Brett Lunger          | McLaren-Ford       |         |                 |             |         |
| NZ  | 28 | Emilio de Villota     | McLaren-Ford       |         |                 |             |         |
| NZ  | 10 | Alberto Colombo       | ATS-Ford           |         |                 |             |         |
| NPK | 32 | Keke Rosberg          | Theodore-Ford      |         |                 |             |         |